# 厄爾賴恩山
47°36′25″N 11°14′30″E / 47.6070°N 11.2417°E
厄爾賴恩山（德語：Ölrain），是德國的山峰，位於該國東南部，由巴伐利亞負責管轄，屬於巴伐利亞前阿爾卑斯山脈的一部分，海拔高度1,542米，每年平均降雨量1,715毫米。